# 23745 Ліядоулі
23745 Ліядоулі (23745 Liadawley) — астероїд головного поясу, відкритий 22 травня 1998 року.
Тіссеранів параметр щодо Юпітера — 3,609.